# إبراهيم الوافي
إبراهيم الوافي أديب سعودي، ولد في ينبع النخل عام 1969م. يكتب زاوية (انعكاس) في جريدة (الرياض). بدأ تجربته الأدبية شاعراً بإصدار ديوان (رماد الحب)، وقد صدرت له العديد من المجموعات الشعرية، كما صدر له في السرد عدد من الروايات من أبرزها رواية (رقيم)، ورواية (الشيوعي الأخير).

## التعليم
حاصل على درجة الماجستير في الأدب العربي من جامعة الملك سعود.

## الإصدارات
- (رماد الحب) مجموعة شعرية. صدرت عام 1989م.
- (رائحة الزمن الآتي) مجموعة شعرية صدرت عام 1997م.[2]
- (سقط سهواً) مجموعة شعرية. صدرت عام 2000م.
- (وحدها تخطو على الماء) مجموعة شعرية. صدرت عام 2004م.
- (أعذب الشعر امرأة) مجموعة شعرية. صدرت عام 2007م.[7]
- (وحيداً من جهة خامسة) مجموعة شعرية. صدرت عام 2008م.[8]
- (فيما رواه) مجموعة شعرية. صدرت عام 2009م.
- (رقيم) رواية. صدرت عام 2009م.[9]
- (الشيوعي الأخير) رواية. صدرت عام 2010م.[10]
- (أعذب من الإثم) مجموعة شعرية. صدرت عام 2011م.[11]
- (أضغاث ألوان) مجموعة شعرية تشكيلية [بالاشتراك مع الفنان التشكيلي فهد الربيق].[12] صدرت عن نادي الرياض الأدبي عام 2013م.[13]
- (لا عليّ ولا ليا) مجموعة شعرية. صدرت عام 2015م.[14]
- (أقل من الشعر أكثر من الكلام) مجموعة شعرية. صدرت عام 2016م.[15]